# Bat Trang (gmina)
Bat Trang (khm. ឃុំបត់ត្រង់) – gmina (khum) w północno-zachodniej Kambodży, w południowej części prowincji Bântéay Méanchey, w dystrykcie Môngkôl Borei, z siedzibą w Bat Trang.

## Miejscowości
- Khtum Reay Lech
- Khtum Reay Kaeut
- Anlong Thngan Kaeut
- Anlong Thngan Lech
- Bang Bat Lech
- Bang Bat Kaeut
- Bat Trang
- Bat Trang Thum Lech
- Bat Trang Thum Kaeut
- Bang Bat Touch
- Preaek Chik